# Singgalang
Singgalang (indonez. Gunung Singgalang) – wygasły wulkan w zachodniej części Sumatry w Indonezji; zaliczany do stratowulkanów; bliźniaczy z czynnym wulkanem Tandikat.
Wysokość 2877 m n.p.m. Leży w górach Barisan w okolicy miasta Bukittinggi.
Do tej pory nie odnotowano żadnych erupcji.